# Казимирчук-Фортунатова Надія Миколаївна
Надія Миколаївна Фортунатова (до шлюбу Казимирчук; нар. 27 вересня 1978) — українська фехтувальниця-шпажистка. Виступала за національну збірну України з фехтування у 2000-х роках, володарка трьох бронзових медалей чемпіонатів Європи, учасниця літніх Олімпійських ігор в Афінах.

## Біографія
Надія Казимирчук народилася 27 вересня 1978 року в Києві. Проходила підготовку в секції київського спортивного товариства «Динамо». Тренер — заслужений майстер спорту Кріс Григорій Якович.
У 1999 закінчила Національний університет фізичного виховання і спорту України .
Першого серйозного успіху на дорослому міжнародному рівні досягла в сезоні 2002 року, коли увійшла до основного складу української національної збірної і виступила на чемпіонаті Європи в Москві, де здобула бронзову нагороду в командному заліку шпажисток.
Завдяки низці вдалих виступів здобула право захищати честь країни на літніх Олімпійських іграх 2004 року в Афінах, проте вже у стартовій зустрічі жіночого особистого заліку зазнала поразки від китаянка Чжан Лі з рахунком 9:10 і вибула з боротьби за медалі, посівши в підсумковому протоколі 23 місце.
Після афінської Олімпіади Казимирчук залишилася у складі української національної збірної і продовжила брати участь у найбільших міжнародних змаганнях. Так, у 2005 році вона завоювала бронзову медаль у командному заліку шпажисток на європейській першості в Залаегерсезі.
У 2006 році на чемпіонаті Європи в Ізмірі отримала бронзу в особистому заліку, поступившись на стадії півфіналів росіянці Тетяні Логуновій. Лауреат церемонії «Герої спортивного року» за підсумками 2006 року разом із командою шпажисток.
Завершила спортивну кар'єру після закінчення сезону 2007/2008.